# 戀愛總動員
《戀愛總動員》(台譯:大家相愛嗎!)（日語：愛しあってるかい!），日本富士電視台於1989年10月16日至12月18日播放的月九劇。陣內孝則、小泉今日子等主演。

## 概要
平均收視率22.6%，最高收視率達到26.6%的大熱電視連續劇。受到當時年輕人的廣泛支持。
1990年4月4日播放特別篇「戀愛總動員 Special」。2009年，富士電視台開台50週年，作為紀念活動的一環，將1980年代後期富士電視台的四部電視劇代表作DVD化，由PONY CANYON發行DVD-BOX，《戀愛總動員》就是其中一部。

## 劇情
以東京都原宿的高中男校——南青山高校和高中女校——表参道女子高校為舞台，講述胡鬧、愛打架、喜愛聯誼的男校教師日色一平（陣內孝則 飾）、甲斐拓實（柳葉敏郎 飾）、不破誠（近藤敦 飾）和身材嬌小但強勢的女校教師椎名吹雪（小泉今日子 飾）之間發生的校園輕鬆愛情故事。

## 登場人物
- 日色一平（南青山高校教諭·古文）：陣內孝則
- 椎名吹雪（表參道女子高校教諭·英語）：小泉今日子
- 甲斐拓實（南青山高校教諭·体育）：柳葉敏郎
- 不破誠（南青山高校教諭·美術）：近藤敦
- 篠田里美（表参道女子高校教諭·体育）：藤田朋子
- 真柴純（表參道女子高校生）：田中律子
- 川上忍（表參道女子高校生）：和久井映見
- 諏訪惠（表參道女子高校生）：船田幸
- 菊田章吾（南青山高校生）：角田英介
- 堀口滿（南青山高校生）：神田利則
- 高木裕太（南青山高校生）：江川芳文
- 遠藤知惠子（南青山高校保健室校醫）：大島智子
- 神田美樹（吹雪和里美高中時代的同級生）：豐田真帆
- 西条隆夫（西麻布高校教諭）：宇梶剛士
- 表參道女子高校的其他學生：高山美圖紀、浦川智子、鐮江愛、大原麻琴

当時乙女塾的永作博美、松野有里巳、橋本景子、森景真紀、梅原奈津子客串第3話
- 表參道女子高校的其他教諭：大塚周夫、三谷昇、鶴田忍
- 南青山高校的其他教諭：新村礼子、田岡美也子、
- 第2話登場的三人組商人的其中一人：羽場裕一

## 各話資料
| 各話                                                          | 播放日期       | 標題 | 客串演員               | 收視率 |
| ------------------------------------------------------------- | -------------- | ---- | ---------------------- | ------ |
| 第1話                                                         | 1989年10月16日 |      | 鼓太郎 島田雄一郎      | 23.1%  |
| 第2話                                                         | 1989年10月23日 |      | 羽場裕一               | 22.2%  |
| 第3話                                                         | 1989年10月30日 |      |                        | 18.7%  |
| 第4話                                                         | 1989年11月6日  |      | 白石貴綱 谷嶋俊        | 21.9%  |
| 第5話                                                         | 1989年11月13日 |      |                        | 21.9%  |
| 第6話                                                         | 1989年11月20日 |      | 鈴木聖子               | 20.5%  |
| 第7話                                                         | 1989年11月27日 |      | 柳谷寛 中野英雄 水澤螢 | 22.5%  |
| 第8話                                                         | 1989年12月4日  |      | Sophia Lawson          | 26.3%  |
| 第9話                                                         | 1989年12月11日 |      | 生田智子 畠山久        | 24.8%  |
| 最終話                                                        | 1989年12月18日 |      |                        | 26.6%  |
| 平均收視率22.6%（收視率來自關東地區，Video Research調查數據） |                |      |                        |        |

## 主題曲
- 小泉今日子 「學園天國」

## 製作
- 腳本：野島伸司
- 音樂：鈴木康博
- 導演：楠田泰之、永山耕三、齊藤郁宏
- 製作人：山田良明、大多亮

## 其它
- 和1988年的月九劇《猛龍笑將》一樣，陣內孝則和柳葉敏郎都有出演，被認為是《猛龍笑將》的續編，也是1980年代後期月九偶像劇路線的代表作品。不過《猛龍笑將》有淺野裕子和三上博史出演，這次則由小泉今日子和近藤敦代替。
- 三位主要男教師角色的扮演者都有音樂人出身的背景，陣內是樂團TH eROCKERS的前成員，柳葉是組合一世風靡SEPIA的成員，近藤是樂團BARBEE BOYS的成員。三人在第7話曾經合唱搖籃曲，當時的節目介紹說這是在戲仿1987年美國喜劇電影《三個奶爸一個娃》的情節。
- 三得利是劇集的重要贊助商，因此劇情中有許多饮酒的情節。據小泉今日子回憶，喧嘩的鬧劇場面是劇集的重要看點，而這些場面很多是三位主要男演員在酒後拍攝的。同時由於豐田汽車的贊助，劇中也多有出現當時在年輕人中廣受歡迎的Soarer、SUPRA車型。
- 片尾由NG集合而成。

## 外部連結
- 富士開台50週年紀念DVD官方網頁

| 日本富士電視台 月九 星期一21:00至21:54 | 日本富士電視台 月九 星期一21:00至21:54 | 日本富士電視台 月九 星期一21:00至21:54 |
| -------------------------------------- | -------------------------------------- | -------------------------------------- |
|                                        | 戀愛總動員 （1989.10.16 - 1989.12.18） |                                        |
| 同·級·生 （1989.7.3 - 1989.9.25）      | 最愛是你！ （1990.1.8 - 1990.3.19）    |                                        |